# Thouars
Thouars là một xã thuộc tỉnh Deux-Sèvres trong vùng Nouvelle-Aquitaine phía tây nước Pháp. Xã này nằm ở khu vực có độ cao trung bình 100 mét trên mực nước biển.

## Người địa phương nổi bật
- Louis II de La Trémoille (1460–1525), tướng
- Jean-Hugues Anglade (born 1955), diễn viên

## Kết nghĩa
Thouars kết nghĩa với:
- - Diepholz, Đức
- - Port-Gentil, Gabon
- - Hannut, Bỉ
- Helensburgh, Scotland
- - Slavicin, Cộng hòa Séc